# Marc Henric
Marc Henric (Montpeller, 1987) és un compositor francès.
Especialista en música coral per a veus blanques, organista i pianista titulat, arranjador i compositor.
Se forma a la seua localitat natal i després a París, a la Sorbona.
És autor d'un Agnus Dei escrit originalment per al Cor dels Petits Cantors del Principat d'Andorra que ràpidament es va convertir en un dels favorits de corals d'arreu del món. La cançó s'obre amb una forta introducció de piano seguida d'una part en solitari/duet de la melodia principal. També va compondre "Les Orphelins" per als Petits chanteurs de Saint-Marc, va crear la cantata titulada Aigua, l'any 2016, per als Petits Cantors del Principat d’Andorra o Au-dessus de tout (Per sobre de tot).